# Saint-Jean-d'Hérans
 Saint-Jean-d'Hérans  es una población y comuna francesa, en la región de Ródano-Alpes, departamento de Isère, en el distrito de Grenoble y cantón de Mens.

## Demografía
| 314 | 227 | 210 | 218 | 233 | 242 |
| Para los censos de 1962 a 1999 la población legal corresponde a la población sin duplicidades (Fuente: INSEE [Consultar]) |     |     |     |     |     |